# Shimazaki Tōson
En aquest nom japonès, el cognom és Shimazaki.
Shimazaki Tōson (japonès: 島崎 藤村; Magome, 25 de març de 1872 — Ōiso, 22 d'agost de 1943), pseudònim de Shimazaki Haruki, va ser un novel·lista i poeta japonès. És considerat un dels màxims exponents del naturalisme al Japó. La seva obra més coneguda és Hakai, primera novel·la naturalista de la literatura japonesa.

## Biografia
Va néixer el 1872 a Magome (Nagano), quatre anys després de la caiguda del bafuku Tokugawa, en el si d'una antiga i important família de mercaders i propietaris d'un hostal de classe alta, que havien estat caps de la vila de Magome al servei del senyor feudal local. Durant la seva joventut va estudiar amb els seus pares, estudiant del corrent kokugaku, els clàssics xinesos com el Clàssic de la pietat filial i les Analectes de Confuci. El seu pare va morir el 1886, després d'haver estat tancat a causa d'una malaltia mental, quelcom que li provocà una forta impressió. El 1881, amb 9 anys, marxa a Tòquio amb els seus germans, i allà entra en contacta amb el cristianisme i la literatura i les idees occidentals, quedant-ne impressionat. Entre els 15 i 19 anys va estudiar a la Meiji Gakuin, una escola fundada per protestants estatunidencs, i es va batejar com a cristià protestant.
En aquest moment també es va familiaritzar amb les obres clàssiques japoneses i va començar a crear i a fer evolucionar per si mateix les seves idees literàries. Una vegada graduat el 1891, va col·laborar amb traduccions a la revista Jogaku Zasshi, a través de la qual va entrar en contacte amb Kitamura Tōkoku. Amb ell fundaria, el 1893, la revista Bungakkai, que esdevingué capdavantera del moviment romàntic literari japonès. Tanmateix, el suïcidi del seu soci l'any següent el va deixar en estat de xoc. Pels volts de 1896 va continuar millorant les seves poesies i va plasmar-ho en la composició i publicació del seu primer poemari, Wakana shū, seguit d'altres com Hitoha-bune, Natsukusa i Rakubai shū. Aquestes obres van ser publicades en poc menys de cinc anys i demostren la posició de Tōson en la nova formes de fer i la influència de la poesia moderna japonesa.
Entre 1899 i 1905 va fer de mestre de l'escola del seu poble natal, que havia estat oberta pel pastor protestant que l'havia batejat. Durant aquests anys va ser influenciat pel naturalisme francès, rus i alemany i va decidir deixar la poesia i dedicar-se a la prosa. Primer va escriure un seguit d'històries curtes titulades Chikumakahan no monogatari, i poc després va començar la seva obra més coneguda, Hakai, en la qual va expressar els seus conflictes interns personificats en el protagonista, un mestre d'escola de classe buraku, considerats persones sense casta i discriminats per la resta de la societat. Va acabar-la i es va publicar el 1906. És considerada la primera novel·la naturalista de la literatura japonesa, convertint-lo, a més, en un dels autors més important de les lletres japoneses. Segons Saburo Satō, la novel·la té influències de Hamlet de William Shakespeare, els protagonistes d'ambdues pateixen i intenten entendre la seva forma de viure, no disposen de persones que els donin suport, també es tracta el tema de la independència de la persona i la disjuntiva entre el ser i no ser, que en l'obra de Tōson és l'autoacceptació del protagonista, quelcom que per a ell significaria un suïcidi social. Val a dir, que la inspiració per escriure Hakai hauria estat en la tornada al seu poble després de graduar-se, on va viure de primera mà la discriminació dels buraku, dels quals va sentir empatia.
Després de Hakai va escriure Haru i Ie, que tenen caràcter autobiogràfic. La darrera s'inspira en la família de la seva germana petita després de casar-se i que esdevé un reflex realista del declivi progressiu de les antigues famílies feudals, convertida en una altra obra característica de la literatura del Japó. El 1913 viatja a França, on encara hi era en esclatar la Primera Guerra Mundial. El 1919 va publicar Shinsei, obra en la qual confessa la seva relació sexual amb la seva neboda, en un intent d'aconseguir un cert renaixement trobant-se en la maduresa. En el mateix període va publicar diversos contes per a nens com Furusato i Osana monogatari. El 1929 va començar la publicació de Yoake mae, utilitzant la vida del seu pare com a marc de referència per relatar una àmplia novel·la històrica que retrata els canvis cap al Japó modern. Els anys següents va continuar treballant en les seves obres.
Tōson va morir Ōiso (Kanagawa) el 1943 mentre es trobava escrivint la seva darrera novel·la, Tōhō no kon.